# Jan Bartłomiej Bokszczanin
Pour les articles homonymes, voir Jan Bokszczanin et Bokszczanin.
Jan Bartłomiej Bokszczanin, né le 4 septembre 1974 à Astrakhan (Russie), est un organiste polonais, professeur à l’université de musique Frédéric-Chopin.

## Biographie
Jan Bartłomiej Bokszczanin commence l'apprentissage de l'orgue dès les années de lycée en suivant les cours de Magdalena Czajka (pl) au groupe scolaire de musique Państwowa Szkoła Muzyczna II stopnia im. Józefa Elsnera à Varsovie. Il achève en 2002 des études supérieures dans la classe d'orgue de Joachim Grubich (pl) à l'Académie de musique Frédéric-Chopin.
En 2002-2003, il a une bourse doctorale pour étudier à l'université de North Texas sous la direction de Jesse Eschbach. Il suit également les cours de Lenora McCroskey. Il participe à des master classes d'organistes et pédagogues renommés comme Guy Bovet, James David Christie (en), Bernhard Haas, Zsigmond Szathmáry (en) ou Harald Vogel.
Jan Bokszczanin donne régulièrement des concerts et auditions en Pologne et dans de nombreux pays (Allemagne, Azerbaïdjan, Biélorussie, Danemark, États-Unis, Finlande, France, Italie, Lituanie, Moldavie, Roumanie, Royaume-Uni, Russie...). Il joue avec différents orchestres comme Concerto Avenna, le quartet Camerata Vistula, l'ensemble d'instruments anciens de l'Opéra de chambre de Varsovie (pl) Musicae Antiquae Collegium Varsoviense, l'Orchestre symphonique national de Biélorussie (be), l'orchestre de chambre de la Philharmonie de Łomża (Łomżyńska Orkiestra Kameralna im. Witolda Lutosławskiego).
Il est président de l'association « Ars Liberata » de Legionowo.

## Discographie
- Marian Sawa − Organ Music I (Acte Préalable AP0030) (1999) premier prix ex aequo au XVe festival international de Niepokalanów en 2000[4]
- Marian Sawa − Organ Music III (Acte Préalable AP0081) (2002)
- Marian Sawa − Organ Music IV (Acte Préalable AP0093) (2002)
- Dedykowane św. Hubertowi Dédié à saint Hubert (Acte Préalable AP0116) (2004)
- Jan Bokszczanin − Organy (Hi-Fi i Muzyka / ARMS Records 1427-005) (2005)
- 20 lat Conversatorium Organowego w Legnicy 1986-2005 (DUX 0522/0523) (2005) - 2 CD
- Marian Sawa − Utwory organowe 1 (Musica Sacra Edition 008) (2006)
- New Polish Music for Saxophone & Organ (Musica Sacra Edition 016) (2007)
- Jan Bokszczanin − Komeda – Inspirations (pl) (ARMS Records 5900238791082) (2010)
- Francis Poulenc − Concerto pour orgue, cordes et timbales, Camille Saint-Saëns − Symphonie pour orgue − ARMS Records (2010) avec l'Orchestre symphonique national de Biélorussie (be)
- Legionowski Festiwal Muzyki Kameralnej i Organowej (Festival de musique de chambre et pour orgue de Legionowo) − Municipalité de Legionowo (2010)
- Paweł Łukaszewski, Vesperae pro defunctis − Musica Sacra Edition 029 (2011)
- La Musique de la Chasse Royale − Acte Préalable AP0218 (2011)

## Publications
- Geneza i tradycje rosyjskiej muzyki organowej (Genèse et traditions de la musique d'orgue russe), Varsovie, 2001.  (ISBN 83-916413-0-9)
- Główne tendencje w rozwoju rosyjskiej i radzieckiej muzyki organowej (Les grandes tendances de développement de la musique d'orgue russe et soviétique), Varsovie, 2012.  (ISBN 978-83-7847-045-8) - avec un CD
- Plusieurs publications, articles et publications de partitions consacrés à Marian Sawa, objet de sa thèse de doctorat Technika cantus prius factus w muzyce organowej Mariana Sawy (La technique cantus prius factus dans la musique d'orgue de Marian Sawa) publiée en 2006 à Łódź